# Алексіс Шантрен
Алексіс Шантрен (фр. Joseph Dieudonné Alexis Chantraine, 16 березня 1901, Льєж, Бельгія — 24 квітня 1987, там само) — бельгійський футболіст, що грав на позиції півзахисника за клуб «Льєж», а також національну збірну Бельгії. По завершенні ігрової кар'єри — тренер.

## Клубна кар'єра
У футболі дебютував 1923 року виступами за «Льєж», кольори якого захищав протягом усієї своєї кар'єри гравця, що тривала цілих шістнадцять років.  Більшість часу, проведеного у складі «Льєжа», був основним гравцем команди.

## Виступи за збірну
Був присутній в заявці збірної на чемпіонаті світу 1930 року в Уругваї, але на поле не виходив.

## Кар'єра тренера
Розпочав тренерську кар'єру, повернувшись до футболу після невеликої перерви, 1946 року, очоливши тренерський штаб клубу «Льєж». Досвід тренерської роботи обмежився цим клубом.
Помер 24 квітня 1987 року на 87-му році життя.